# Raccordo Porte des Lilas-Place des Fêtes-Pré Saint-Gervais

Il tracciato del raccordo.

Il raccordo Porte des Lilas – Place des Fêtes – Pré Saint-Gervais (in francese voie des Fêtes et voie navette, letteralmente "linea di Place des Fetes e linea navetta") è una tratta fuori servizio della rete metropolitana di Parigi, costituita da due tunnel a binario unico che uniscono le suddette stazioni (rispettivamente appartenenti alle linee 3 bis e 7 bis), nel 19° arrondissement della capitale francese.
Costruita tra il 1921 e il 1939 nel quadro di un progetto di estensione delle linee coinvolte, la tratta non è mai entrata pienamente in servizio. Negli anni 1950 fu sfruttata per dei test dalla RATP: qui fu sperimentato il controllo automatico e il primo prototipo di metropolitana su gomma, il MP 51, dal 1951 al 1956. Lungo la linea si trova la stazione fantasma Haxo, mai aperta al pubblico.

## Tracciato

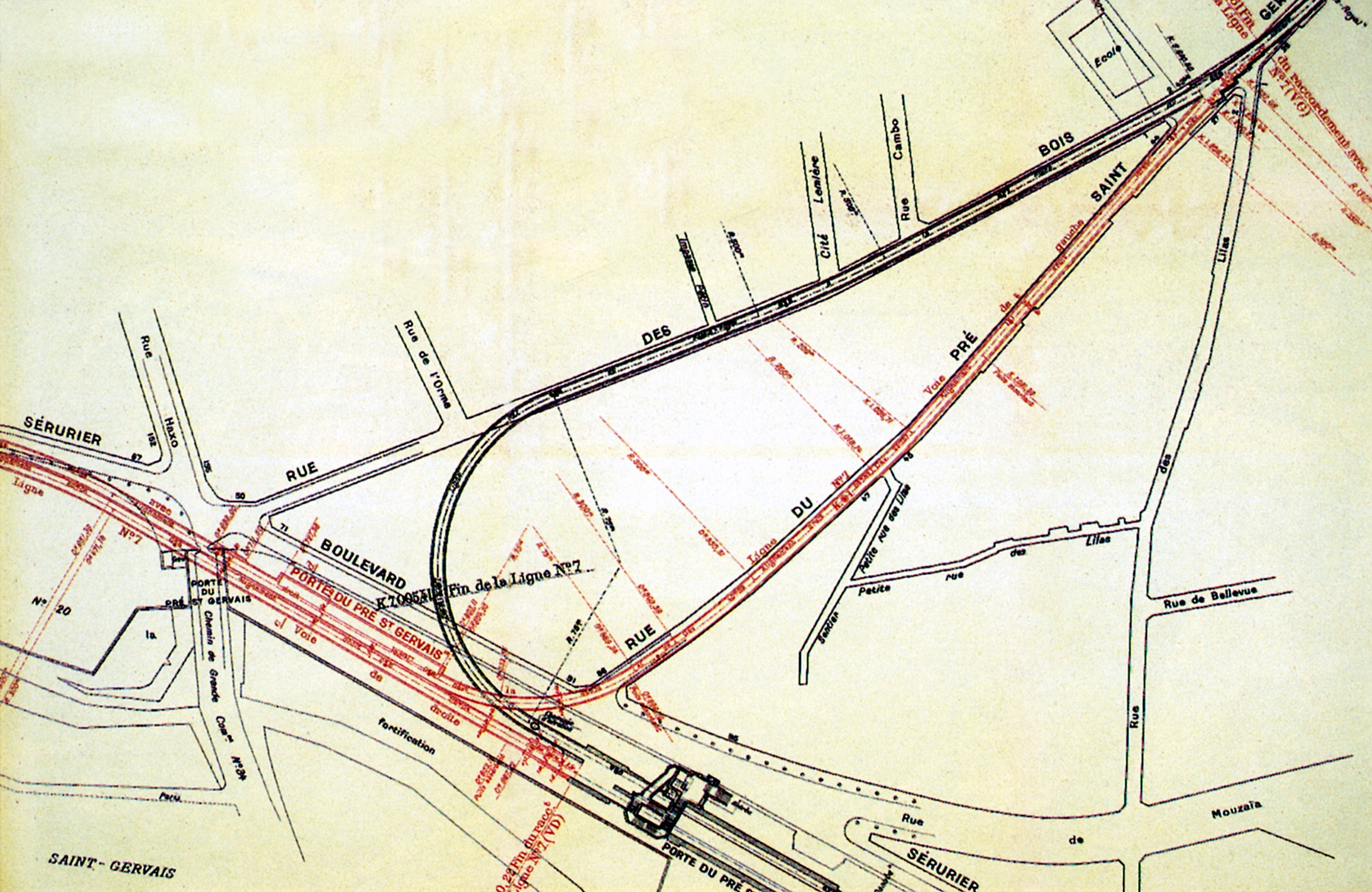
Piano del raccordo tra la linea 3 bis e la 7 bis. In nero, il tunnel a binario unico dell'attuale linea 7 bis fra Place des Fêtes (in alto) e Pré Saint-Gervais (in basso). In rosso, la voie des Fêtes, con la stazione Haxo, e, in basso, la voie navette.

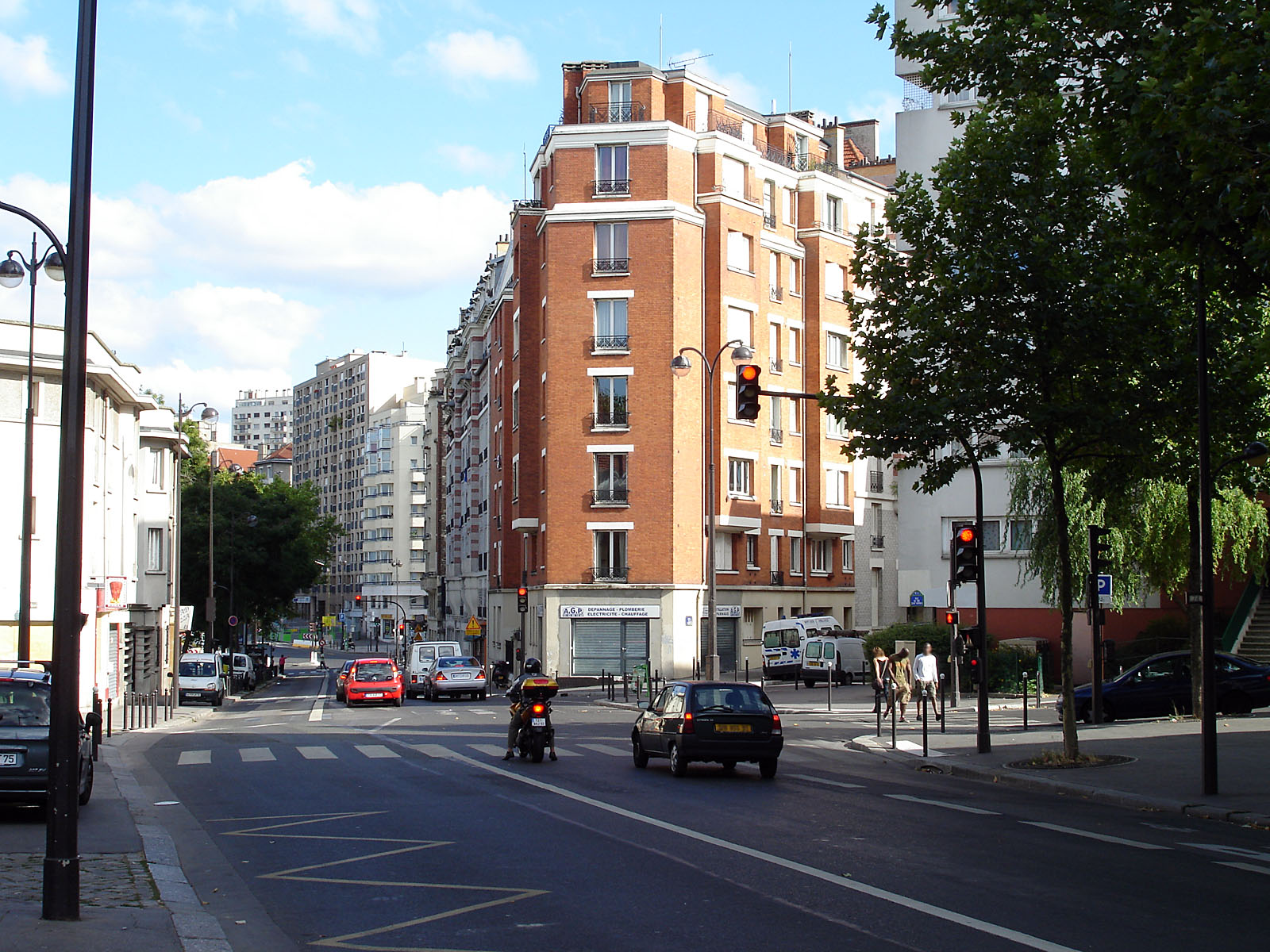
Boulevard Sérurier, prospettiva sud. Sotto questa strada è sita la stazione fantasma Haxo.

Il tracciato del raccordo consta di due linee diverse: la voie des Fêtes (dal nome della stazione da cui si diparte) e la voie navette (dal nome di servizio di navetta tra la linea 3 e la 7 che vi si effettuava).
La voie des Fêtes si separa poco dopo la stazione Place des Fêtes dalla linea 7 bis, e segue il tracciato di rue du Pré-Saint-Gervais. Dopo una curva in direzione sud-est, ripassa sotto il tracciato della linea 7 bis e si allinea a boulevard Sérurier, dove si trova la stazione Haxo. Più avanti si congiunge alla voie navette e raggiunge la stazione Porte des Lilas - Cinéma.
Lunga 770 m, la voie navette è completamente situata sotto boulevard Sérurier. Presenta una curva di soli 65 m di raggio e una rampa del 40‰ lunga 300 m.
All'uscita da Porte des Lilas - Cinéma, le due linee riunite si dirigono verso la linea 3 bis, in direzione Gambetta.

## Storia

### Cronologia
- 27 novembre 1921: apre il tratto Gambetta - Porte des Lilas della linea 3 ed entra in funzione la navetta tra le linee 3 e 7;
- 3 settembre 1939: la navetta va fuori servizio;
- 13 aprile 1952 - 31 maggio 1956: test del MP 51.

### La giunzione delle linee 3 e 7
Il consiglio municipale di Parigi deliberò il 14 giugno 1901 di mettere allo studio la realizzazione di una rete metropolitana complementare alle linee già realizzate, allo scopo di non lasciare nessun luogo della città a più di 400 m da una stazione del metrò.
Il progetto di Fulgence Bienvenüe, presentato il 4 dicembre 1901 propose diverse nuove tratte, tra cui quella della linea 3, da Gambetta alla porte de Romainville (Porte des Lilas). Oltre al terminal della linea 3, fu realizzata una seconda stazione, da dove fu fatto partire un tunnel di giunzione con la linea 7 (oggi 7 bis) in previsione di un prolungamento di quest'ultima a Porte des Lilas.
Uno dei due binari di questa tratta si raccordava a Place des Fêtes (la voie des Fêtes), con una stazione intermedia a senso unico, menzionata nel progetto come Porte du Pré-Saint-Gervais, ma poi battezzata Haxo distante meno di 100 m dalla fermata di Pré Saint-Gervais. L'altro (la voie navette) raggiungeva la stazione Pré Saint-Gervais. Il prolungamento previsto, con il raccordo complementare alla linea 7, era lungo 2,157 km.
I lavori erano pressoché conclusi alla vigilia della prima guerra mondiale, durante la quale furono assai rallentati. La gestione dei lavori fu avocata alla CMP il 23 febbraio 1920, che, a causa del ritardo del municipio di Parigi in alcuni pagamenti, li terminò solo a dicembre dello stesso anno.

### La navetta

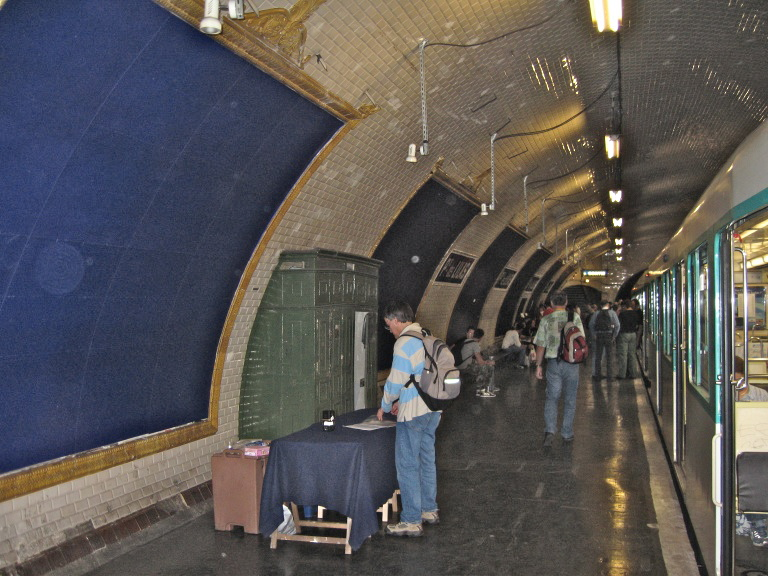
La stazione Porte des Lilas - Cinéma.

L'idea di portare la linea 7 fino a porte des Lilas fu rapidamente abbandonata, dato che i treni della linea 3 coprivano già la richiesta del pubblico per quella destinazione (la linea 11 non esisteva ancora). Tuttavia si decise comunque di perseguire il progetto di giunzione tra le linee 3 e 7, con un convoglio che facesse la spola tra i due capolinea Pré Saint-Gervais e Porte des Lilas (una navetta, da cui voie navette). Tale servizio sarebbe stato espletato da un convoglio a due carrozze (entrambe motrici) note come petites Sprague, lunghe 10,85 m, prelevate dalla linea 2.
La voie des Fêtes e la stazione Haxo divennero del tutto inutili: la galleria fu usata come deposito per i treni della linea 3, mentre la stazione non fu nemmeno completata, restando priva di accessi dall'esterno.
La navetta fu inaugurata il 27 novembre 1921, unitamente all'estensione della linea 3, oggi linea 3 bis. Ma tale servizio, di scarsissima rilevanza e frequentazione, fu soppresso con l'avvento della seconda guerra mondiale, il 3 settembre 1939.

### I test del treno a pneumatici

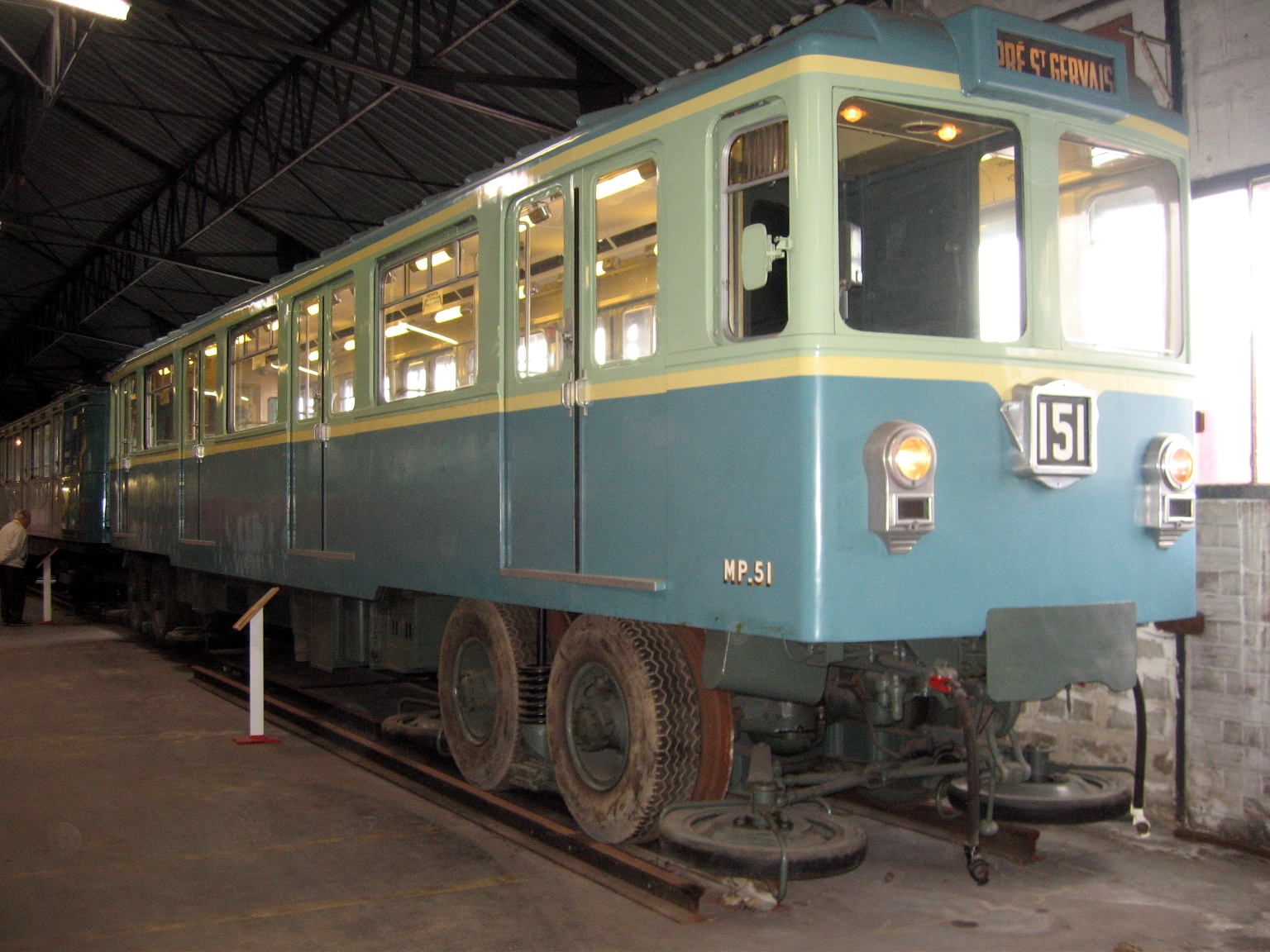
Il prototipo MP 51, esposto al musée des transports urbains, interurbains et ruraux.

Dopo la guerra, la voie navette non fu riaperta al servizio di linea e fu convertita dalla RATP alla funzione di testare nuove tecnologie, quali il controllo automatico nel 1951 e la primissima metropolitana su gomma, il MP 51, tra il 1952 e il 1956.
Dopo i primi test effettuati, il MP 51 apparve come un mezzo affidabile e redditizio. Di conseguenza la voie navette fu aperta al pubblico tra le 13:30 e le 19:30, dal 13 aprile 1952 al 31 maggio 1956. Non si trattò di un ritorno in servizio della linea, che infatti non era operativa allorché l'automotrice andava revisionata. Del resto i passeggeri furono pochi, perlopiù curiosi e bambini. Spesso il personale offriva a un passeggero la possibilità di "condurre" il metrò: in realtà in quei momenti veniva testato il sistema di controllo automatico.

## Oggi

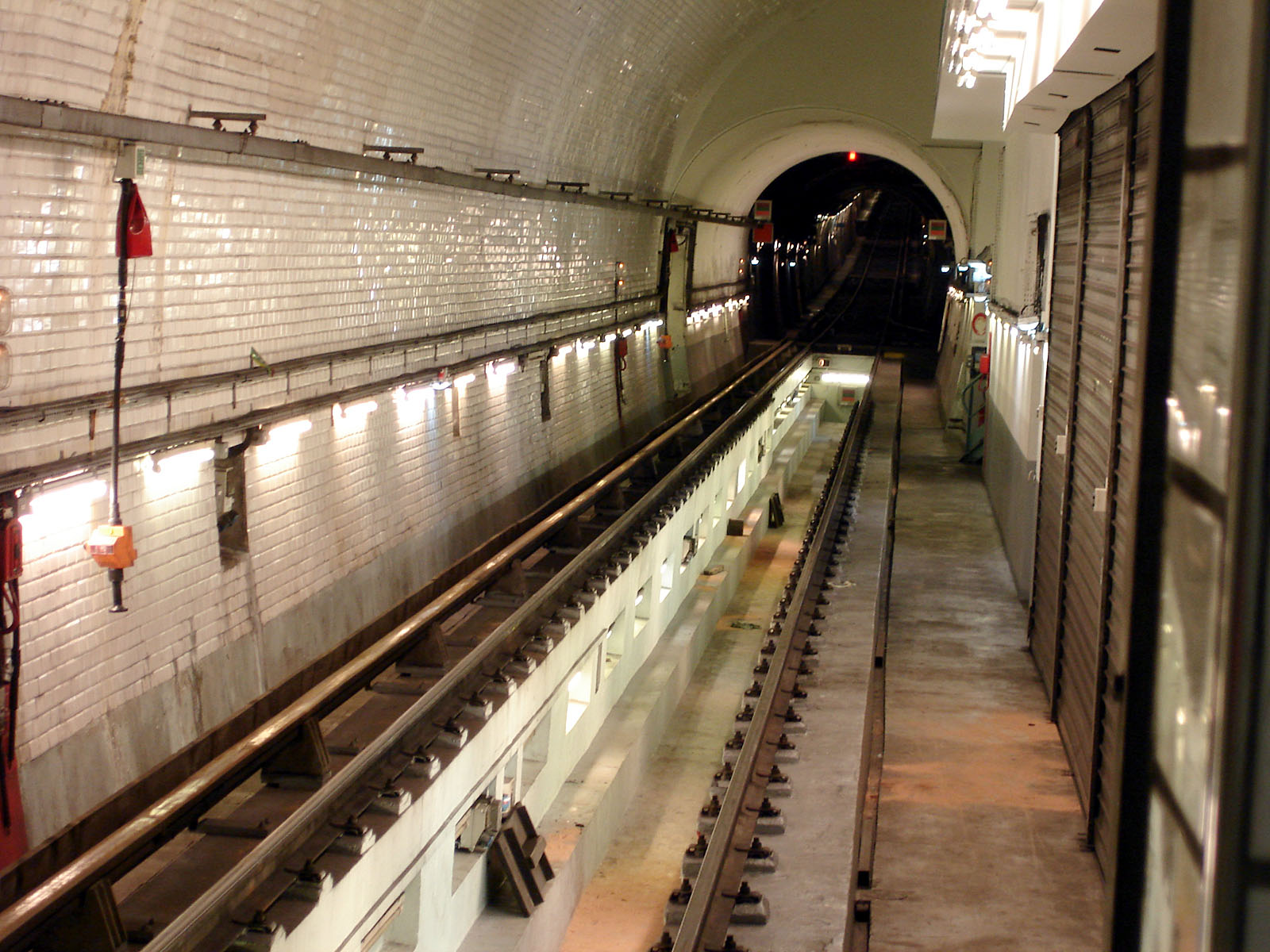
La voie navette si raccorda poco a nord della stazione Pré Saint-Gervais alla linea 7 bis. Qui è stato allestito un piccolo deposito di manutenzione per i treni MF 88 della linea 7 bis.

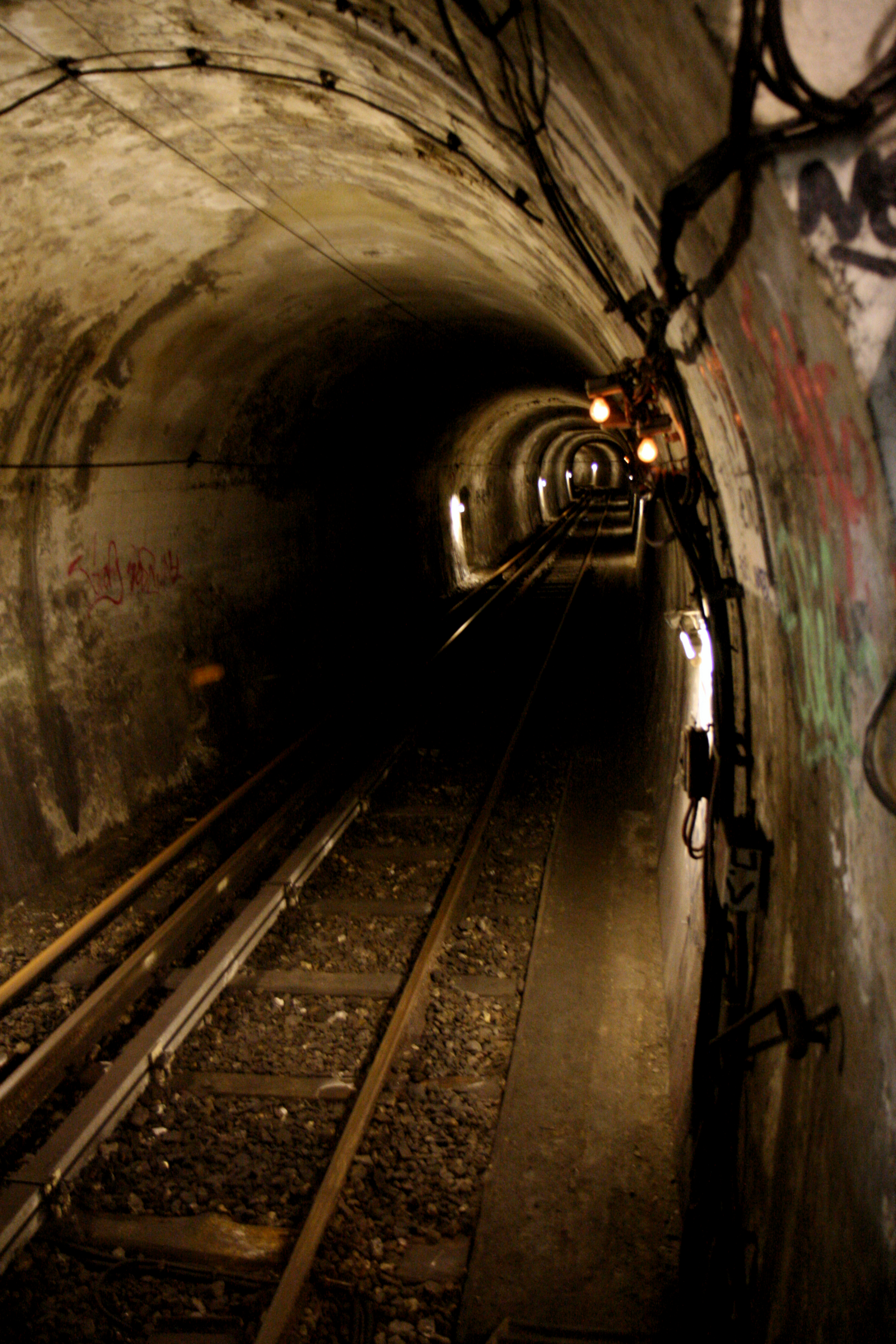
La voie des Fêtes poco dopo Haxo corre in direzione Porte des Lilas.

Dopo essere stata usata per l'istruzione dei macchinisti e i test dei nuovi treni, la voie navette, nei pressi di Pré Saint-Gervais, è stata convertita in deposito per la manutenzione e il parcheggio dei treni MF 88 della linea 7 bis.
A sud, la stazione Porte des Lilas - Cinéma si è ricavata un ruolo tutto particolare. Fuori servizio dal 1939, è diventata un set pubblicitario e cinematografico, mutando nome in Porte des Lilas - Cinéma. In effetti girare filmati pubblicitari o cinematografici nelle stazioni del metrò è difficile, in quanto l'unico momento in cui sono chiuse (la notte) dura solo poche ore. Pertanto la RATP ha deciso di reimpiegare allo scopo questa stazione fantasma. Le targhe indicanti il nome della stazione sono intercambiabili, in modo tale da poter cambiare apparentemente la location senza spostarsi di stazione in stazione, e senza interferire col traffico passeggeri.

## Futuro
È allo studio un progetto che impiegherebbe il raccordo per una fusione tra le linee 3 bis e 7 bis.